# Маргарет Корт
Маргарет Корт (англ. Margaret Court, при народженні Сміт (англ. Smith), або Маргарет Корт Сміт; нар. 16 червня 1942) — австралійська тенісистка, володарка 24 титулів турнірів Великого шолома в одиночному розряді, колишня перша ракетка світу, після завершення кар'єри тенісистки — християнський проповідник.
1970 року Маргарет Корт виграла усі чотири турніри Великого шолома, другою в історії після Морін Конолі, та першою у відкриту еру.
Крім рекордних 24 титулів Великого шолома в одиночному розряді Корт виграла 19 у парному розряді та 21 у міксті. Загалом у неї 64 титули турнірів Великого шолома. Частину своїх титулів Корт виграла до відкритої ери, коли професіоналів до турнірів Великого шолома не допускали.
Маргарет Корт виросла римо-католичкою, але в 1970 роках перейшла в п'ятидесятництво. З 1991 року вона — проповідниця, відома своїми критичними поглядами щодо гомосексуальності.
Іменем Маргарет Сміт названо одним із центральних кортів у Мельбурн-Парку, де проходить Відкритий чемпіонат Австралії.

## Фінали турнірів Великого шолома

### Одиночний розряд: 29 (24 титули)
| Результат                        | Рік  | Турнір                  | Поверхня | Супротивниця           | Рахунок             |
| -------------------------------- | ---- | ----------------------- | -------- | ---------------------- | ------------------- |
| Перемога                         | 1960 | Чемпіонат Автстралії    | Трава    | Джан Ліейн О'Нілл      | 7–5, 6–2            |
| Перемога                         | 1961 | Чемпіонат Австралії (2) | Трава    | Джан Ліейн О'Нілл      | 6–1, 6–4            |
| Перемога                         | 1962 | Чемпіонат Австралії (3) | Трава    | Джан Ліейн О'Нілл      | 6–0, 6–2            |
| Перемога                         | 1962 | Чемпіонат Франції       | Ґрунт    | Леслі Тернер Баурі     | 6–3, 3–6, 7–5       |
| Перемога                         | 1962 | Чемпіонат США           | Трава    | Дарлін Гард            | 9–7, 6–4            |
| Перемога                         | 1963 | Чемпіонат Австралії (4) | Трава    | Джан Ліейн О'Нілл      | 6–2, 6–2            |
| Перемога                         | 1963 | Wimbledon               | Трава    | Біллі Джин Моффіт      | 6–3, 6–4            |
| Поразка                          | 1963 | Чемпіонат США           | Трава    | Марія Буено            | 5–7, 4–6            |
| Перемога                         | 1964 | Чемпіонат Австралії (5) | Трава    | Леслі Тернер Баурі     | 6–3, 6–2            |
| Поразка                          | 1964 | Wimbledon               | Трава    | Марія Буено            | 4–6, 9–7, 3–6       |
| Перемога                         | 1964 | Чемпіонат Франції (2)   | Ґрунт    | Марія Буено            | 5–7, 6–1, 6–2       |
| Перемога                         | 1965 | Чемпіонат Австралії (6) | Трава    | Марія Буено            | 5–7, 6–4, 5–2 прип. |
| Поразка                          | 1965 | Чемпіонат Франції       | Ґрунт    | Леслі Тернер Баурі     | 3–6, 4–6            |
| Перемога                         | 1965 | Wimbledon (2)           | Трава    | Марія Буено            | 6–4, 7–5            |
| Перемога                         | 1965 | Чемпіонат США (2)       | Трава    | Біллі Джин Моффітт     | 8–6, 7–5            |
| Перемога                         | 1966 | Чемпіонат Австралії (7) | Трава    | Ненсі Річі             | без гри             |
| Поразка                          | 1968 | Чемпіонат Австралії     | Трава    | Біллі Джин Кінг        | 1–6, 2–6            |
| ↓ Відкрита ера ↓ 12 (11 титулів) |      |                         |          |                        |                     |
| Перемога                         | 1969 | Australian Open (8)     | Трава    | Біллі Джин Кінг        | 6–4, 6–1            |
| Перемога                         | 1969 | French Open (3)         | Ґрунт    | Енн Гейдон-Джонс       | 6–1, 4–6, 6–3       |
| Перемога                         | 1969 | US Open (3)             | Трава    | Ненсі Річі             | 6–2, 6–2            |
| Перемога                         | 1970 | Australian Open (9)     | Трава    | Керрі Мелвілл Рід      | 6–1, 6–3            |
| Перемога                         | 1970 | French Open (4)         | Ґрунт    | Гельга Ніссен Мастгофф | 6–2, 6–4            |
| Перемога                         | 1970 | Wimbledon (3)           | Трава    | Біллі Джин Кінг        | 14–12, 11–9         |
| Перемога                         | 1970 | US Open (4)             | Трава    | Розмарі Касалс         | 6–2, 2–6, 6–1       |
| Перемога                         | 1971 | Australian Open (10)    | Трава    | Івонн Гулагонг-Коулі   | 2–6, 7–6, 7–5       |
| Поразка                          | 1971 | Wimbledon               | Трава    | Івонн Гулагонг Коулі   | 4–6, 2–6            |
| Перемога                         | 1973 | Australian Open (11)    | Трава    | Івонн Гулагонг Коулі   | 6–4, 7–5            |
| Перемога                         | 1973 | French Open (5)         | Ґрунт    | Кріс Еверт             | 6–7, 7–6, 6–4       |
| Перемога                         | 1973 | US Open (5)             | Трава    | Івонн Гулагонг Коулі   | 7–6, 5–7, 6–2       |

### Парний розряд: 33 (19 титулів)
| Результат                        | Рік  | Турнір                       | Партнерка               | Супротивниці                              | Рахунок        |
| -------------------------------- | ---- | ---------------------------- | ----------------------- | ----------------------------------------- | -------------- |
| Поразка                          | 1960 | Чемпіонат Австралії          | Лоррейн Коглан Робінсон | Марія Буено Крістін Труман Джеймс         | 6–2, 5–7, 6–2  |
| Перемога                         | 1961 | Чемпіонат Австралії          | Мері Картер Рейтано     | Мері Бевіс Гоутон Джан Ліейн О'Нілл       | 6–4, 3–6, 7–5  |
| Поразка                          | 1961 | Wimbledon                    | Джан Ліейн О'Нілл       | Біллі Джин Моффіт Карен Гантце Сусман     | 6–3, 6–4       |
| Перемога                         | 1962 | Australian Championships (2) | Робін Ебберн            | Дарлін Гард Мері Картер Рейтано           | 6–4, 6–4       |
| Поразка                          | 1962 | Чемпіонат Франції            | Джастіна Бріка          | Сандра Рейнолдс Прайс Рене Шурман Гайгарт | 6–4, 6–4       |
| Перемога                         | 1963 | Australian Championships (3) | Робін Ебберн            | Джан Ліейн О'Нілл Леслі Тернер Баурі      | 6–1, 6–3       |
| Поразка                          | 1963 | French Championships         | Робін Ебберн            | Енн Гейдон-Джонс Рене Схюрман Гейгарт     | 7–5, 6–4       |
| Поразка                          | 1963 | Wimbledon                    | Робін Ебберн            | Марія Буено Дарлін Гард                   | 8–6, 9–7       |
| Перемога                         | 1963 | Чемпіонат США                | Робін Ебберн            | Марія Буено Дарлін Гард                   | 4–6, 10–8, 6–3 |
| Поразка                          | 1964 | Australian Championships     | Робін Ебберн            | Джуді Тегарт Дальтон Леслі Тернер Баурі   | 6–4, 6–4       |
| Перемога                         | 1964 | Чемпіонат Франції            | Леслі Тернер Баурі      | Норма Бейлон Гельга Шультце               | 6–3, 6–1       |
| Перемога                         | 1964 | Wimbledon                    | Леслі Тернер Баурі      | Біллі Джин Моффіт Карен Гантце Сусман     | 7–5, 6–2       |
| Поразка                          | 1964 | Чемпіонат США                | Леслі Тернер Баурі      | Біллі Джин Моффітт Карен Гантце Зусман    | 3–6, 6–2, 6–4  |
| Перемога                         | 1965 | Australian Championships (4) | Леслі Тернер Баурі      | Робін Ебберн Біллі Джин Моффітт           | 1–6, 6–2, 6–3  |
| Перемога                         | 1965 | French Championships (2)     | Леслі Тернер Баурі      | Франсуаз Дюрр Жанін Ліффріг               | 6–3, 6–1       |
| Поразка                          | 1966 | Australian Championships     | Леслі Тернер Баурі      | Керол Колдвелл Гребнер Ненсі Річі         | 6–4, 7–5       |
| Перемога                         | 1966 | French Championships (3)     | Джуді Тегарт Далтон     | Джилл Блекмен Фей Тойн                    | 4–6, 6–1, 6–1  |
| Поразка                          | 1966 | Wimbledon                    | Джуді Тегарт Далтон     | Марія Буено Ненсі Річі                    | 6–3, 4–6, 6–4  |
| ↓ Відкрита ера ↓ 15 (10 титулів) |      |                              |                         |                                           |                |
| Перемога                         | 1968 | US Open (2)                  | Марія Буено             | Біллі Джин Кінг Розмарі Казалс            | 4–6, 9–7, 8–6  |
| Перемога                         | 1969 | Australian Open (5)          | Джуді Тегарт Далтон     | Розмарі Касалс Біллі Джин Кінг            | 6–4, 6–4       |
| Поразка                          | 1969 | French Open                  | Ненсі Річі              | Енн Гейдон-Джонс Франсуаз Дюрр            | 6–0, 4–6, 7–5  |
| Перемога                         | 1969 | Wimbledon (2)                | Джуді Тегарт Далтон     | Патрісія Гоган Пеггі Мічел                | 9–7, 6–2       |
| Поразка                          | 1969 | US Open                      | Вірджинія Вейд          | Франсуаз Дюрр Дарлін Гард                 | 0–6, 6–4, 6–4  |
| Перемога                         | 1970 | Australian Open (6)          | Джуді Тегарт Далтон     | Керрі Мелвілл Рід Керрі Гарріс            | 6–3, 6–1       |
| Перемога                         | 1970 | US Open (3)                  | Джуді Тегарт Далтон     | Розмарі Казалс Вірджинія Вейд             | 6–3, 6–4       |
| Перемога                         | 1971 | Australian Open (7)          | Івонн Гулагонг-Коулі    | Джилл Еммерсон Леслі Гант                 | 6–0, 6–0       |
| Поразка                          | 1971 | Wimbledon                    | Івонн Гулагонг-Коулі    | Біллі Джин Кінг Розмарі Касалс            | 6–3, 6–2       |
| Поразка                          | 1972 | US Open                      | Вірджинія Вейд          | Франсуаз Дюрр Бетті Стеве                 | 6–3, 1–6, 6–3  |
| Перемога                         | 1973 | Australian Open (8)          | Вірджинія Вейд          | Kerry Harris Керрі Мелвілл Рід            | 6–4, 6–4       |
| Перемога                         | 1973 | US Open (4)                  | Вірджинія Вейд          | Біллі Джин Кінг Розмарі Казалс            | 3–6, 6–3, 7–5  |
| Перемога                         | 1973 | French Open (4)              | Вірджинія Вейд          | Франсуаз Дюрр Бетті Стеве                 | 6–2, 6–3       |
| Поразка                          | 1975 | Australian Open              | Ольга Морозова          | Івонн Гулагонг-Коулі Пеггі Мічел          | 7–6, 7–6       |
| Перемога                         | 1975 | US Open (5)                  | Вірджинія Вейд          | Біллі Джин Кінг Розмарі Казалс            | 7–5, 2–6, 7–6  |

### Мікст: 25  (21 титул)
Примітка:  Два титули  Чемпіонату Австралії та Відкритого чемпіонату Австралії  1965-го та 1969-го років зазвичай не зараховуються в загальному доробку Корт. бо фіналів не було.
| Результат                      | Рік  | Турнір                       | Партнер      | Супротивники                          | Рахунок                            |
| ------------------------------ | ---- | ---------------------------- | ------------ | ------------------------------------- | ---------------------------------- |
| Перемога                       | 1961 | Чемпіонат США                | Роберт Марк  | Денніс Релстон Дарлін Гард            | 3–6, 6–2, 6–4                      |
| Перемога                       | 1962 | Чемпіонат США (2)            | Фред Столл   | Френк Фрелінг III Леслі Тернер Баурі  | 7–5, 6–2                           |
| Перемога                       | 1963 | Чемпіонат Австалії           | Кен Флетчер  | Фред Столл Леслі Тернер Баурі         | 6–4, 6–4                           |
| Перемога                       | 1963 | Чемпіонат Франції            | Кен Флетчер  | Фред Столле Леслі Тернер Баурі        | 6–1, 6–2                           |
| Перемога                       | 1963 | Wimbledon                    | Кен Флетчер  | Боб Г'юїтт Дарлін Гард                | 11–9, 6–4                          |
| Перемога                       | 1963 | Чемпіонат США (3)            | Кен Флетчер  | Ед Рубінофф Джуді Тегарт Далтон       | 3–6, 8–6, 6–2                      |
| Перемога                       | 1964 | Australian Championships (2) | Кен Флетчер  | Майк Сенгстер Джан Ліейн О'Нілл       | 6–4, 6–4                           |
| Перемога                       | 1964 | French Championships (2)     | Кен Флетчер  | Фред Столле Леслі Тернер Баурі        | 6–3, 4–6, 8–6                      |
| Поразка                        | 1964 | Wimbledon                    | Кен Флетчер  | Фред Столл Леслі Тернер Баурі         | 6–4, 6–4                           |
| Перемога                       | 1964 | Чемпіонат США (4)            | Джон Ньюкомб | Ед Рубінофф Джуді Тегарт Далтон       | 10–8, 4–6, 6–3                     |
| Перемога                       | 1965 | Australian Championships (3) | Джон Ньюком  | Овен Девідсон Робін Ебберн            | фінал не відбувся, титул розділено |
| Перемога                       | 1965 | French Championships (3)     | Кен Флетчер  | John Newcombe Марія Буено             | 6–4, 6–4                           |
| Перемога                       | 1965 | Wimbledon (2)                | Кен Флетчер  | Тоні Рош Джуді Тегарт Далтон          | 12–10, 6–3                         |
| Перемога                       | 1965 | Чемпіонат США (5)            | Фред Столле  | Франк Фрелінг III Джуді Тегарт Далтон | 6–2, 6–2                           |
| Перемога                       | 1966 | Wimbledon (3)                | Кен Флетчер  | Денніс Релстон Біллі Джин Кінг        | 4–6, 6–3, 6–3                      |
| Поразка                        | 1968 | Чемпіонат Австралії          | Аллан Стоун  | Дік Крілі Біллі Джин Кінг             | walkover                           |
| ↓ Відкрита ера ↓ 9 (7 титулів) |      |                              |              |                                       |                                    |
| Перемога                       | 1968 | Wimbledon (4)                | Кен Флетчер  | Алек Метревелі Ольга Морозова         | 6–1, 14–12                         |
| Перемога                       | 1969 | Australian Open (4)          | Марті Ріссен | Фред Столле Енн Гейдон-Джонс          | фінал не відбувся, титул розділено |
| Перемога                       | 1969 | French Championships (4)     | Марті Ріссен | Жан-Клод Баркле Франсуаз Дюрр         | 6–3, 6–2                           |
| Перемога                       | 1969 | US Open (6)                  | Марті Ріссен | Денніс Релстон Франсуаз Дюрр          | 7–5, 6–3                           |
| Перемога                       | 1970 | US Open (7)                  | Марті Ріссен | Фрю Макміллан Джуді Тегарт Далтон     | 6–4, 6–4                           |
| Поразка                        | 1971 | Wimbledon                    | Марті Ріссен | Овен Девідсон Біллі Джин Кінг         | 3–6, 6–2, 15–13                    |
| Перемога                       | 1972 | US Open (8)                  | Марті Ріссен | Іліє Настасе Розмарі Касалс           | 6–3, 7–5                           |
| Поразка                        | 1973 | US Open                      | Марті Ріссен | Оуен Девідсон Біллі Джин Кінг         | 6–3, 3–6, 7–6                      |
| Перемога                       | 1975 | Wimbledon (5)                | Марті Ріссен | Аллан Стоун Бетті Стеве               | 6–4, 7–5                           |